# Чикаго (тежък крайцер, 1944)
Чикаго (на английски: USS Chicago (CA-136/CAG-11)) е тежък крайцер от типа „Балтимор“ на ВМС на САЩ, третият кораб, носещ името на град Чикаго, спуснат на вода от военноморската корабостроителница във Филаделфия на 20 август 1944 г., кръстен от мисис Е. Дж. Кели; въведен в строй на 10 януари 1945 г., с командир капитан Р. Р. Хартунг (на английски: R. R. Hartung).

## Втора световна война
Крайцерът напуска Филаделфия на 7 май 1945, и пристига в Пърл Харбър на 30 май. На 28 юни, след допълнителна подготовка при Хавайските острови, „Чикаго“ и линкора „Северна Каролина“ (USS North Carolina BB-55) отплават от Пърл Харбър и насочват за Далечния Изток, където на 8 юли влизат в състава на Трети Флот. „Чикаго“ поддържа самолетоносачите при нападенията им над Японските острови и изпълнява обстрели над брега до прекратяването на огъня на 15 август.
За своята служба по време на Втората световна война „Чикаго“ е награден с една Бойна звезда.

## Следвоенна служба
Корабът остава в Япония до ноември 1945 г., участвайки в демилитаризацията на японските бази. Предава 47 души от екипажа и придаден отряд морска пехота във военноморската база Йокосука, на 23 октомври корабът се насочва към островите Изу. Там екипажът помага на гарнизоните на Ошима и Ниишима да взривяват позициите на бреговата артилерия, да унищожават военно оборудване и боеприпаси. На 7 ноември отплава от Токио с назначение Сан Педро, Калифорния, където пристига на 23 ноември. След ремонт и период на подготовка, на 18 февруари 1946 г., пристига в Шанхай за окупационна служба. Остава в Шанхай до 28 март като флагман на Патрулните сили на Яндзъ. След това се насочва за Сасебо, Япония, където става флагман на Ескадрата за поддръжка на японските имперски води. Посещава различни градове в севера и юга на Япония, а на 14 януари 1947 напуска Япония, насочвайки се за Западното крайбрежие. Изваден е от активния състав на в резерва на 6 юни 1947 във военноморската корабостроителница Пюджет Саунд (щата Вашингтон). На 1 ноември 1958 г. „Чикаго“ е прекласифициран на CG-11, и в началото на 1959 започва неговото преоборудване в ракетен крайцер, планирано до 1962 г.

## Ракетен крайцер
Започвайки от 1 юли 1959 г. е напълно отрязана надстройката, и вместо нея е поставена нова, дуралуминиева, а също е обновена електрониката и поставена система за проектиране на информацията NTDS. Основното му въоръжение вече са пусковите установки на ЗУР „Талос“ на носа и на кърмата, „Тартар“ побордно в района на мостика, и ASROC в района на мидъла. Две 127 mm/38 артустановки са добавени по настояване на президента Кенеди, след това като пред очите му зенитната ракета не поразява въздушната мишена.
През 1968 г. са поставени тритръбни торпедни апарати за противолодъчни торпеда.
Корабът влиза в строй във военноморската корабостроителница на Сан Франциско на 2 май 1964 г.
Влиза в състава на Девета крайцерско-миноносната флотилия на Тихоокеанския флот. До 2 септември продължават приемните изпитания, след което корабът официално влиза в активния състав на Първи флот. След калибровка на сонара и премахване на постоянната девиация в Пюджет Саунд, той пристига на мястото на постоянното базиране в Сан Диего, където започва отработка за употребата на новото оръжие. След успешни изпитания в ракетен полигон на брега на Калифорния, на 2 декември, оценката на ракетните системи е завършена.
На 4 януари 1965 г. крайцерът преминава в Лонг Бийч за серия взривни изпитания на корпуса при остров Сан Клементе. Изпитанията на оборудването и отработката на борбата за живучест завършват към средата на януари. След това корабът се насочва за Сан Франциско за реконструкция, поставяне на подобрени системи на „Тартар“, и усъвършенствана електроника. Връща се в Сан Диего на 17 април.
Следващите два месеца корабът продължава подготовката. От средата на юни провежда, съвместно с Военноморската Лаборатория за Електроника (на английски: Naval Electronics Laboratory), експериментални изпитания на системите за управление на огъня на ракетите „Талос“, и експериментира с попълване на запаса ракети в открито море.
По време на флотските учения „Хот Стов“, през август-септември, корабът тренира ПВО и ПЛО, включая стрелби с ASROC и торпеда по подводна цел. След ученията по РЕБ „Чикаго“ участва в съревнования по ракетна стрелба, и печели златната награда „E“ за работата на комплекса „Тартар“. В първата седмица на октомври, по време на следващото противовъздушно упражнение, сваля с ракети две скоростни висотни мишени.
След поход към Хаваите, от 19 октомври до 3 ноември, корабът продължава изпитанията и упражненията в района на Сан Диего. Със завръщането му в базата, на 4 март 1966 г., преминава серия инспекции за оперативна готовност, приемане на котлите, електрониката и действия в условията на ЗОМП. През април участва в ученията „Грей Гоуст“ под флага на командира на ПВО на съединението, контраадмирал Елмо Зумвалт (на английски: Elmo R. Zumwalt, Jr.).

## Виетнам
На 12 май 1966 г. „Чикаго“ отплава за своя първи виетнамски поход. След престой в Пърл Харбър и Йокосука и поставянето на нов радар, на 12 юни той пристига в Субик бей. Взема на борда си вертолет и авиационна команда, а на следващия ден отплава за Тонкинския залив за присъединяване към 77 Оперативно съединение на северната позиция (на английски: Yankee Station).
На 15 юни корабът започва оценка на концепцията PIRAZ – пълен радарен контрол над въздушните операции над определената му зона.
Антирадиационните модели на ракетите „Талос“ (RGM-8H) се използват от „Чикаго“, а също и от „Оклахома“ (USS Oklahoma City (CLG-5)), и „Лонг Бийч“ (USS Long Beach (CGN-9)) против северновиетнамските радари. Крайцерът служи като основа на ПВО на съединението при минирането на залива Хайфонг през 1972 г. Заедно с другите кораби с УРО носи главната тежест на ПВО. Намиращите се в морето самолетоносачи предоставят поддръжка и усиление. Зафиксиран е минимум един случай, когато радарът му открива МиГ, насочващ се към бавни нисколетящи самолети, заети с поставянето на мина. Крайцерът го сваля с ракета „Талос“ на дистанция 48 мили. Останалите МиГове се оттеглят.
Всичко корабът има пет похода в Югоизточна Азия. Последният от тях завършва на 9 юли 1972 г.
На 25 август във военноморската корабостроителница на Лонг Бийч корабът влиза за среден ремонт и модернизация.

## След Виетнам
Корабът извършва следните походи:
- 21 май – 14 декември 1974: Югоизточна Азия и Индийски океан;
- 4 юли – 9 септември 1975: Сиатъл и Ванкувър;
- 13 април – 16 октомври 1976: Югоизточна Азия;
- 6 септември 1977 – 7 април 1978: Югоизточна Азия и Япония;
- 30 май – 17 декември 1979: Югоизточна Азия, Япония, Корея, Австралия и Океания.

За следвоенната си служба кораба получава следните награди:
- Поощрение в заповедта за изработване на концепцията PIRAZ по време на походите от 1966 и 1967 – 68 г. в Югоизточна Азия;
- Упоменаване в заповедта по флота, 1972 г., за службата във Виетнам;
- Наградата Арли Бърк;
- Седем пъти подред кораба получава наградата E за отлична стрелба с ракети.

## Край на службата
Корабът е изваден от активния състав на флота на 1 март 1980 г. и изключен от списъците на флота на 31 януари 1984 г.
На 9 декември 1991 г. „Чикаго“ е продаден за скрап.

## Коментари
1. ↑  Данните са към момента на влизане в строй.
2. ↑  Буквите показват принадлежността към определен класː ВВ – линкор, СС, CL, СА – съответно линеен, лек или тежък крайцер, CV – самолетоносач, DD – разрушител, SS – подводница и т.н.